# Paul Boesch (Künstler)

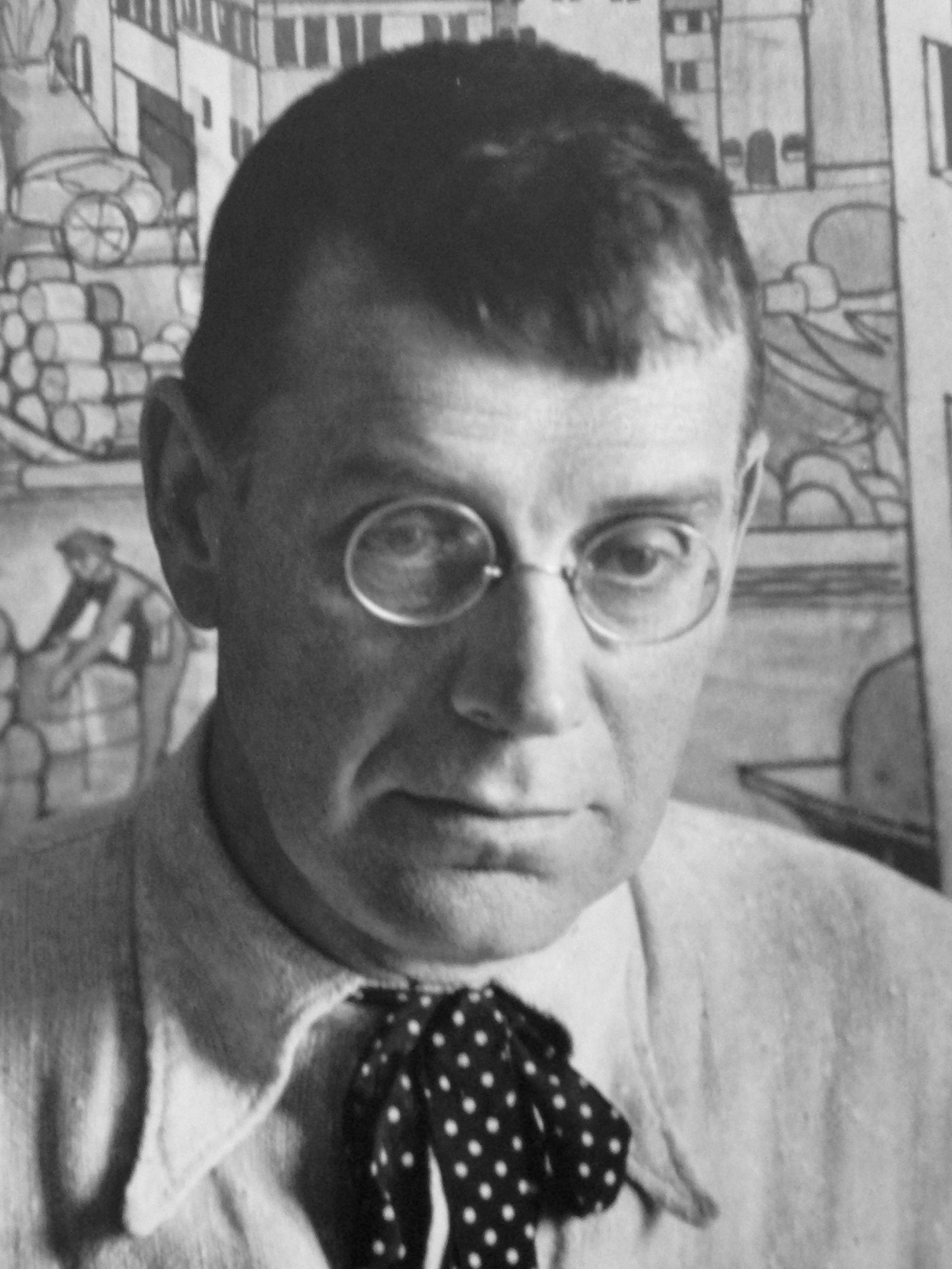
Paul Boesch

Paul Boesch (* 4. Juni 1889 in Freiburg im Üechtland; † 18. Juni 1969 in Bern) war ein Schweizer Künstler, Grafiker und Illustrator.

## Leben
Paul Boesch wurde 1889 als Sohn des Kaufmanns Karl August Boesch (1866–1930) und der Catherine Marie Fragnière (1863–1958) geboren. Er wuchs in Lausanne und Basel auf. Nach Abschluss der Matura studierte er Kunstgeschichte an der Universität Zürich und Malerei an der Académie Humbert in Paris. 1914 musste er seine Studien infolge des Ausbruchs des Ersten Weltkriegs abbrechen. 1915 wurde er als Offizier nach Bern berufen. In dieser Zeit schuf er Karten und Illustrationen zur Schweizer Kriegsgeschichte (1916–1935) sowie Wappenscheiben für Soldatenheime in Dübendorf und Ifenthal. Ausserdem entwarf er einen Stahlhelm für die Schweizerarmee. 
Nach dem Austritt aus dem Armeedienst heiratete Paul Boesch 1918 Gertrud Bleuler (1893–1989) und wurde Lehrer für Holzschnitt an der Gewerbeschule Bern. Daneben betätigte er sich als Maler, Grafiker und Illustrator. Schwerpunkte seines Schaffens bildeten einerseits Glasgemälde, Kirchenfenster, Wappen- und Standesscheiben, andererseits Gebrauchsgrafiken und Buchillustrationen. 1939 entstand für die Schweizerische Landesausstellung ein grosses Wandbild zur Wirtschaftsgeschichte der Schweiz.
Paul Boesch gilt als wichtiger Erneuerer der Schweizer Heraldik. Er trat 1924 der Schweizerischen Heraldischen Gesellschaft bei und gehörte über vierzig Jahre lang ihrem Vorstand an. Er hatte Einsitz als künstlerischer Berater in der Wappenkommission, die in den Jahren 1943 bis 1946 im Auftrag des Kantons Bern Inhalt und Darstellung der Bernischen Gemeinde- und Amtsbezirkwappen einer Überprüfung unterzogen. Zudem war er an heraldischen Publikationen, wie den Hag-Sammelalben Die Wappen der Schweiz (1928ff.) und dem Wappenbuch der Burgergemeinde Bern 1932, massgeblich beteiligt. Daneben schuf er eine Vielzahl von Exlibris und Wappenscheiben für private und öffentliche Auftraggeber.
1947 schuf Boesch im Auftrag des Vereins Pro Jura eine eigene Fahne für den jurassischen Teil des Kantons Bern. Sie wurde 1952 eingeführt und 1979 vom neuen Kanton Jura als Hoheitszeichen übernommen (zusätzlich auch in Wappenform). Für sein Lebenswerk erhielt Boesch 1968 ehrenhalber das Burgerrecht der Burgergemeinde Bern. Sein Nachlass befindet sich in der Burgerbibliothek Bern.
Auf Initiative von Paul Boeschs Tochter Liselotte (1919–2011) wurde 2014 die «Paul Boesch Stiftung» gegründet, um junge Künstler und Kunststudenten bei der Entwicklung ihrer Arbeit zu unterstützen. Mit der Verleihung des «Paul Boesch Preises» wird einmal jährlich das Schaffen eines Schweizer Künstlers im Bereich Bildender Kunst ausgezeichnet. Daneben vergibt die Stiftung Förderpreise und Beiträge an Lernende der Schule für Gestaltung Bern und Biel.